# يوسف الجرار
يوسف بن محمد الزين بن جرار شيخ جبل نابلس من عام 1770-1808م وينتسب إلى قبيلة الشقران الأزدية التي اتخذت من قلعة القسطل في البلقاء مقرا لها. وفي أوائل القرن الثامن عشر غادر والده محمد الزين القسطل متوجها إلى منطقة جنين بفلسطين، وصار أميرا على اللجون في مرج ابن عامر ثم بدأ بتأسيس قلعة صانور وجعلها قاعدة له.

## توليه الحكم
بعد وفاة الشيخ محمد الزين تولى الامارة ابنه الشيخ يوسف، فعينه السلطان العثماني عام 1770م متسلما لجنين. وفي عام 1774م أصدر السلطان أمرا بتعيينه متسلما على سنجقي نابلس وجنين. فجمع بين المتسلمتين (نابلس وجنين) ثمانية عشر عاما، وأصبح شيخا لجبل نابلس، وأطلق عليه اسم “سلطان البر”.

## أعماله
تحصين قلعة صانور لتكون قاعدة لجبل نابلس، وحصنا يمتنع به أبناء الجيل في الأزمات. وتوحيد جبل نابلس في صف واحد وحمايته من الغزاة والطامعين، ونشر الأمن والعدل في ربوعه، والبال في سنين الجذب والمجاعة (1786-1788م) لتخفيف كرب الناس.
ومن أهم تلك الأعمال مقاومة الحملة الفرنسية التي اجتاحت فلسطين عام 1799م، واحتلت مدن الساحل وحاصرت عكا، فقد قام الشيخ يوسف بطلب النجدات من قبائل فلسطين والأردن، وأرسل نجدة إلى عكا وأخرى إلى يافا. وقاد جموع جبل نابلس ومعه مشايخ الجبل التي بلغت سبعة آلاف مقاتل، إلى مرج ابن عامر، والتفوا بالنجدات الأخرى، وبقوات السلطنة العثمانية التي قدمت من الشام. وبدأوا يهاجمون قوات كثير بين بلدة فولة (مرحافيا اليوم) وجبل طابور في 16 نيسان/أبريل 1799م، ويضيقون عليها الخناق، وكانت تستسلم بعد نفاذ ذخيرتها لولا نجدة نابليون لها. كما قامت جموع جبل نابلس بمقاتلة قوات نابليون في عزون ووادي قاقون، وكان لها دور في هزيمة تلك القوات وانسحاب نابليون عن أسوار عكا.